# Panel de proyección

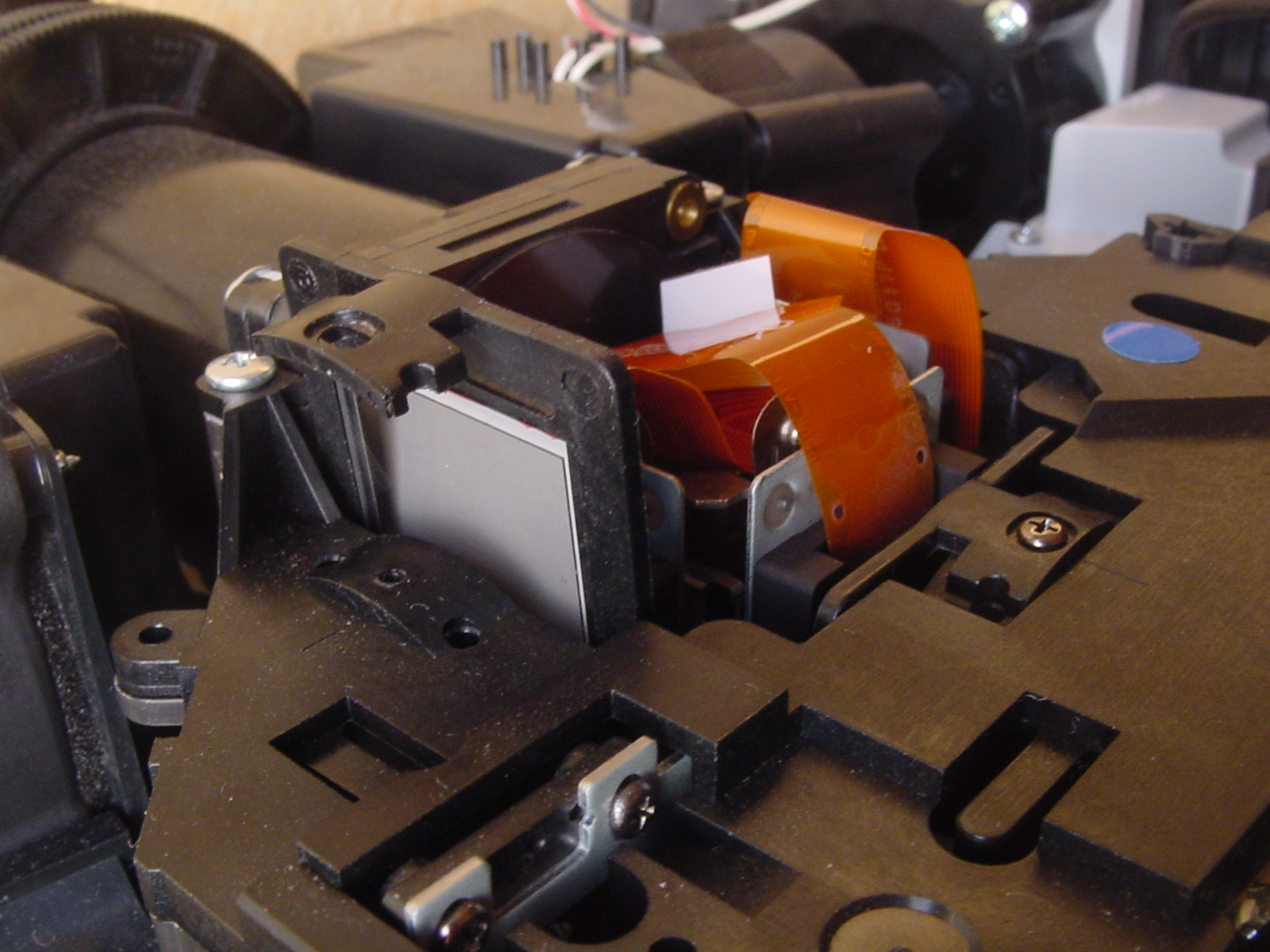
Imagen de funcionamiento interno del panel de proyección

Un panel de proyección LCD, retro-pantalla o simplemente, panel de proyección, es un dispositivo que, a pesar de que ya no está en producción y hoy es obsoleto, fue utilizado como un portátil proyector de pantalla de PC, para hacer presentaciones y conferencias, durante una época en que los proyectores de vídeo basados en CRT eran muy pesados y farragosos.

## Descripción
El panel de proyección se compone de un panel LCD translúcido, con un ventilador para refrigerarlo y necesita un retroproyector de transparencias para proyectar la imagen que genera. El panel se coloca encima la base del retroproyector, y actúa como un trozo de transparencia. Los paneles tenían una entrada VGA, a veces una entrada de vídeo compuesto (RCA) y una entrada S-Vídeo. Los últimos modelos tenían mando a distancia, con funciones como por ejemplo "congelar" que permitía congelar la imagen, útil por cuando se quería parar alguna acción a la pantalla mientras se hacían otras cosas.

## Inconvenientes
- Los modelos primitivos sólo tenían una resolución de 640x480, aunque que los últimos modelos llegaron a tener una resolución SVGA.
- Los paneles LCD no tenían mucho contraste, puesto que no permitían pasar una gran cantidad de luz, así que el brillo podía llegar a ser un problema, incluso con un potente retroproyector de transparencias.

## Ventajas
- El fabricante de paneles Proxima, incluyó una varita mágica con un sensor de posición, que interactuaba con la varita mágica, detectando su posición, hecho que permitía crear un proceso interactivo, equivalente a las actuales pizarras interactivas.
- Cuando se dejaron de fabricar, se podían comprar paneles de ocasión por una fracción del precio de un proyector de datos y su tecnología permitió abrir paso a un tipo de proyector muy actual, que funciona con el mismo principio, el proyector mono-LCD